# Friedrich Pützer

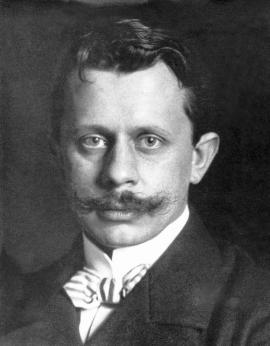
Friedrich Pützer, 1905

Friedrich Pützer (* 25. Juli 1871 in Aachen; † 31. Januar 1922 in Frankfurt am Main) war ein deutscher Architekt, Stadtplaner, evangelischer Kirchenbaumeister, Denkmalpfleger und einflussreicher Hochschullehrer.

## Leben
Friedrich Pützer wurde im Juli 1871 als Sohn des Direktors der Städtischen Gewerbeschule, Regierungsrat Johann Mathias Joseph Pützer, und dessen Ehefrau Elisabeth Pützer geb. Zander in Aachen geboren. Er absolvierte die Realschule 1889 und studierte anschließend an der Technischen Hochschule Aachen bei Karl Henrici, einem Anhänger der neuen Städtebau-Lehre von Camillo Sitte. Das Studium schloss er 1894 ab. Von 1894 bis 1896 war er wissenschaftlicher Hilfslehrer an der Oberrealschule in Aachen. Seit seiner Studienzeit fertigte er für Paul Clemens Schriftenreihe Die Kunstdenkmäler der Rheinprovinz etliche Illustrationen. 1897 kam er – vermutlich auf Betreiben von Georg Wickop – nach Darmstadt, wo er zuerst als Assistent bei Karl Hofmann, Erwin Marx und Georg Wickop an der Technischen Hochschule Darmstadt tätig war. Bereits 1898 habilitierte er sich und wurde 1900 außerordentlicher Professor. 1902 wurde er an der Technischen Hochschule Darmstadt zum ordentlichen Professor für Städtebau, Kirchenbau, Perspektive und Stegreifentwurf berufen. Pützer gilt damit als Begründer des Darmstädter Städtebaulehrstuhls. Im selben Jahr übernahm er das Amt des Denkmalpflegers für die hessische Provinz Starkenburg. Er gehörte so auch dem ersten Denkmalrat an, der aufgrund des 1902 im Großherzogtum Hessen erlassenen neuen Denkmalschutzgesetzes, des ersten modernen Denkmalschutzgesetzes in Deutschland, zusammentrat. 1908 folgte die Ernennung zum Kirchenbaumeister der Evangelischen Landeskirche in Hessen. Zu seinen Aufgaben gehörte die Begutachtung und Korrektur von Neubauplänen für evangelische Kirchen im Bereich der Landeskirche. Sein Assistent war Josef Rings.
1914 wurde Pützer in der Nachfolge von Georg Wickop Baureferent der Technischen Hochschule Darmstadt und gestaltete auf der Kölner Werkbundausstellung einen evangelischen Kirchenraum mit Taufbecken und Sakristei. Der Beginn des Ersten Weltkrieges verhinderte eine größere Bautätigkeit an der Hochschule, im Studienjahr 1918/1919 amtierte er als Rektor.

## Leistungen

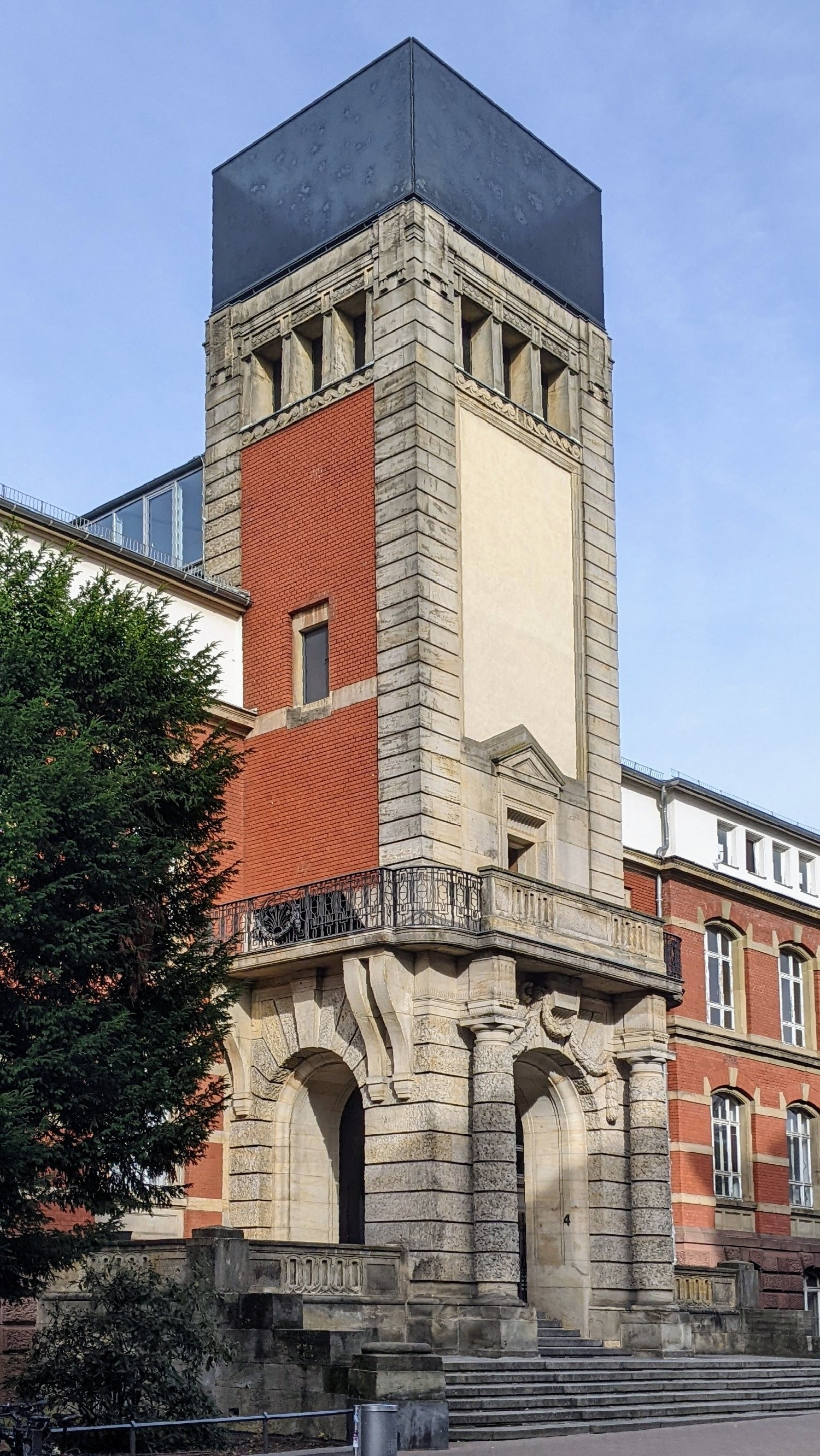
Pützer-Turm an der Hochschulstraße in Darmstadt

Pützer entwarf zahlreiche Neu- oder Umbauten von Kirchen im Rhein-Main-Gebiet. Besonders prägend war seine Tätigkeit in Darmstadt, wo er viele Spuren hinterließ, so zum Beispiel Teile des Hauptsitzes der Merck KGaA an der Frankfurter Straße, den Pützerturm in der Hochschulstraße oder den Bebauungsplan für das Villengebiet Paulusviertel in Darmstadt-Bessungen. Im Jahr 1900 erhielt er vom Magistrat der Stadt Darmstadt den Auftrag, für das Viertel zwischen Herdweg, Nieder Ramstädter Straße, Schießhaus- und Martinstraße (Herdweg-Viertel) einen Bebauungsplan aufzustellen. Bei seiner Planung orientierte Pützer sich an den Prinzipien des Künstlerischen Städtebaus, der auf den Architekten, Städteplaner und bildenden Künstler Camillo Sitte zurückgeht. Sitte hatte 1889 mit dem Buch „Der Städtebau nach seinen künstlerischen Grundsätzen“ einen ‚Bestseller‘ geschrieben, welcher eine ganze Generation von Planern beeinflusste. Das Paulusviertel ist mit dem Paulusplatz und der evangelischen Pauluskirche (1907), die Pützer ebenfalls entwarf, eine der bedeutendsten bestehenden Anlagen des künstlerischen Städtebaus in Deutschland.
Auch das erste Hochhaus Deutschlands, der 1915/16 entstandene Bau 15 der Carl Zeiss AG in Jena, wurde nach seinen Plänen errichtet. Es hat mit 11 Geschossen eine Höhe von 43 Metern.
Einige Werke Pützers haben Jugendstilelemente, so der Hauptbahnhof Darmstadt. Pützer war gemäßigt reformfreudig, pflegte eigentlich den traditionalistischen Stil der Zeit nach der Jahrhundertwende und war vom Expressionismus beeinflusst. Die Gegnerschaft Pützers und seiner ebenfalls dem traditionellen Bauen verschriebenen Professorenkollegen an der Technischen Hochschule bewirkte, dass der Einfluss der Architekten der Darmstädter Künstlerkolonie auf das Gesamtbild der Stadt gering war.
Wegweisend für die Geschichte des Arbeiterwohnungsbaus war Pützers bereits 1905 entworfene Wohnsiedlung auf dem Gelände des Chemie-Unternehmens Merck, die allerdings nur zu rund einem Fünftel verwirklicht und in den 1970er Jahren abgerissen wurde.
Verschiedene Rufe an die Technische Hochschule Hannover, die Technische Hochschule Charlottenburg sowie vertrauliche Anfragen der Technischen Hochschule München nahm er nicht an. Friedrich Pützer lehrte an der Technischen Hochschule Darmstadt bis zu seinem Tod; er starb bereits im Jahr 1922 mit 50 Jahren nach eineinhalbjähriger Krankheit. Auf dem Städtebaulehrstuhl folgte ihm Karl Roth.
Pützer war mit Elisabeth geb. Selck verheiratet. Aus der Ehe gingen zwei Söhne hervor. Das Grab Pützers, seiner Frau und seiner Söhne befindet sich auf dem Waldfriedhof Darmstadt (Grabstelle: L 8a 51). Das Grabmal gestaltete der Bildhauer Augusto Varnesi, Professor für dekorative Plastik an der Architekturabteilung der Darmstädter Hochschule.

## Ehrungen
Friedrich Pützer erhielt die Preußische Staatsmedaille (1900), den preußischen Roten Adlerorden IV. Klasse (1905), das Ritterkreuz I. Klasse des hessischen Ordens Philipps des Großmütigen (1905), die Krone hierzu (1908), den preußischen Kronenorden III. Klasse (1912), die Ernennung zum Geheimen Baurat (1913) und die Ehrendoktorwürde der Technischen Hochschule Aachen (als Dr.-Ing. E. h.).
Nach Pützer sind eine Straße in Frankfurt-Praunheim sowie eine Straße in Darmstadt benannt.

## Rezeption
Friedrich Pützer hat sehr wenig veröffentlicht; daher war er bis Ende der 1970er Jahre nahezu vergessen. Die Rezeption dieses bedeutsamen Städtebaulehrers basiert auf den inzwischen publizierten Darstellungen seiner ausgeführten Projekte und den Berichten insbesondere von seinem späteren Nachfolger Max Guther über ihn. Aus Anlass der Sanierung des 1904 eröffneten Erweiterungsgebäudes für die Elektrotechnik (mit dem Pützer-Turm) in der Hochschulstraße führte die Technische Universität Darmstadt 2015 eine umfassende Ausstellung zu seinem Leben und Werk durch; sie wurde 2016 vom Landesmuseum Mainz übernommen. Der Nachlass von Friedrich Pützer liegt im Stadtarchiv Darmstadt.

## Werk

### Bauten

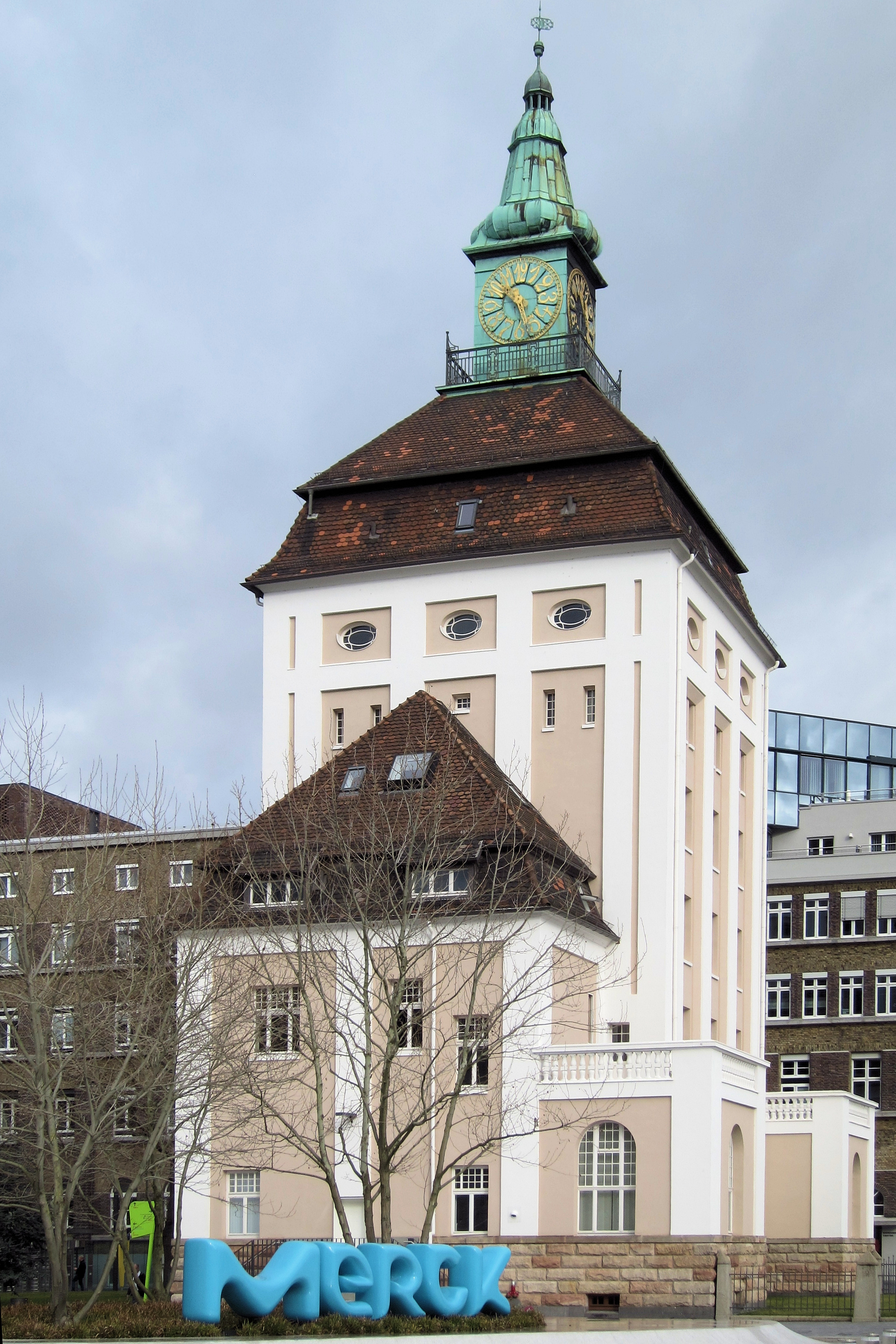
„Pützerturm“ der Merck KGaA in Darmstadt

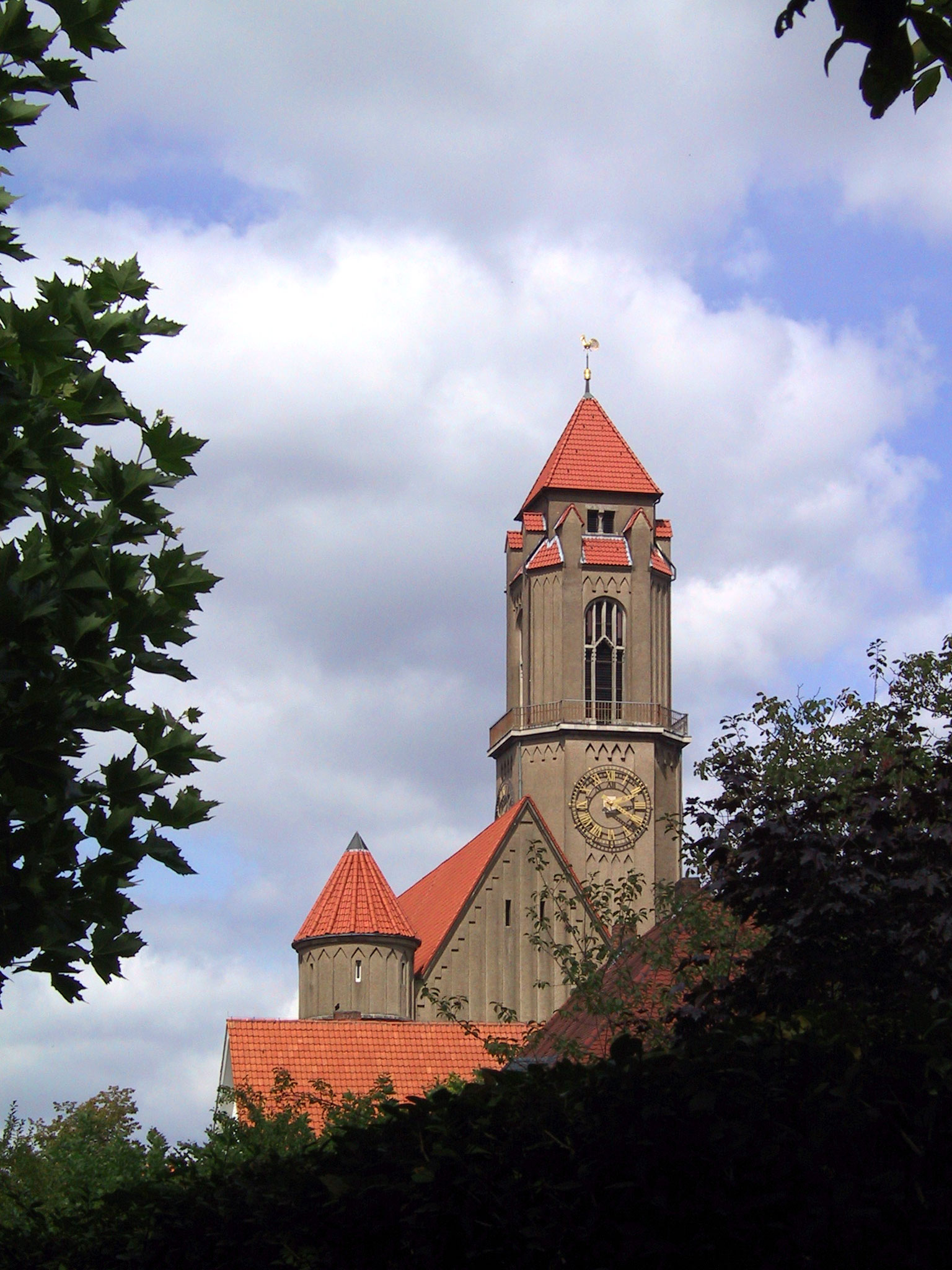
Evang. Pauluskirche in Darmstadt-Bessungen

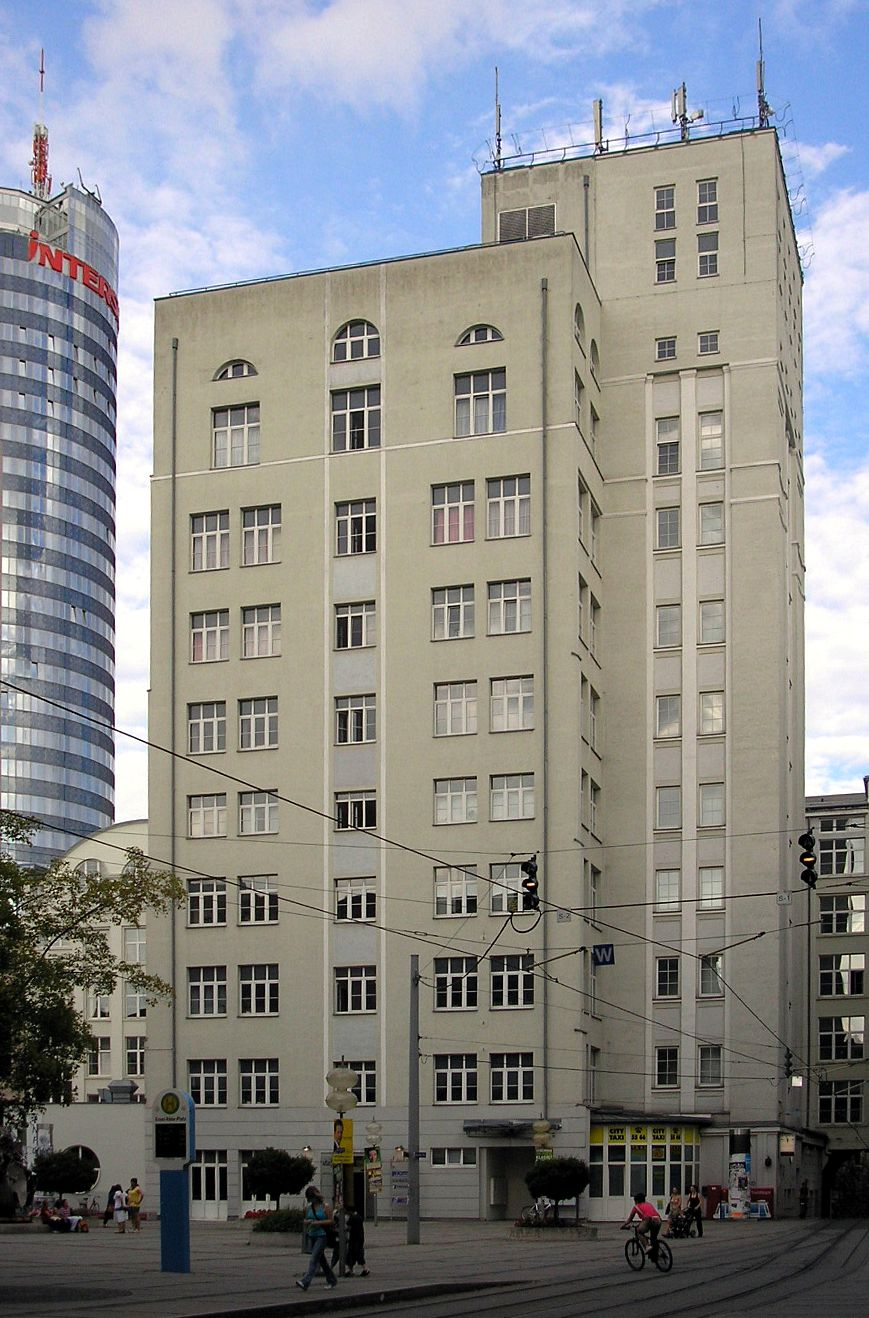
Bau 15 in Jena, ältestes Hochhaus Deutschlands

- Aachen
Burghaus Classen, (1899–1900)
Stadthaus am Katschhof (1900–1903)
- Affolterbach (Odenwald)
evangelisch-reformierte Gustav-Adolf-Kirche (1907)[4]
- Bechtheim
evangelische Kirche
- Budenheim
evangelische Kirche (1913)
- Darmstadt
  - Doppelwohnhaus Becker/Bornscheuer (1901)
  - Wohnhaus Müller (1901, 1944 zerstört)
  - Villa Prinz Isenburg (Haus im Loss) (1903, 1944 abgebrannt)
  - Haus Herta/Ramspeck (1903, 1944 zerstört)
  - Wohnhaus Leydhecker (1904)
  - Erweiterung der Elektrotechnischen Fakultät der Technischen Hochschule (1904)
  - Hörsaalbau mit Observatorium für das Physikalische Institut der Technischen Hochschule (1904; größtenteils im September 1944 zerstört; 2015 wurden verschiedene Teile des Uhrturmgebäudes wie das Treppenhaus und der Hörsaal überholt und modernisiert.[5])
  - Arbeiterwohnsiedlung des Chemie-Unternehmens Merck (1905, abgerissen)
  - Wohnhaus Mühlberger (1905)[6]
  - Pützerturm, Beamtenwohnhaus und heutiges Wahrzeichen des Unternehmens Merck KGaA (1905)
  - Repräsentationsbauten, Laboratorien und Verwaltungsgebäude des Unternehmens Merck (1905; größtenteils im Zweiten Weltkrieg zerstört)
  - Brunnen des Bismarckdenkmals zusammen mit Ludwig Habich (1906)
  - Hauptbahnhof Darmstadt (Wettbewerbsentwurf 1907, Ausführung 1908–1912)
  - Umbau der evangelischen Petruskirche (1910)
  - Wohnhaus der Familie Pützer mit Gartenhaus und Brunnen von Heinrich Jobst, Alexandraweg 8 (1910)
  - Verwaltungsgebäude der Preußisch-Hessischen Staatseisenbahn (nach 1912)
  - Stadtteil Bessungen
Bebauungsplan für das Paulusviertel (ab 1900)
evangelische Pauluskirche (1907)[7]
  - Stadtteil Eberstadt
Umbau der evangelischen Dreifaltigkeitskirche (1913)
- Düsseldorf-Benrath
evangelische Dankeskirche (1915)
- Eimsheim
Evangelische Kirche (1906)
- Frankfurt am Main
evangelische Matthäuskirche (1905)
- Hanau
Landratsamt, Heinrich-Bott-Straße (ehemals Marienstraße) (1902/1903)[8]
- Jena
Fabrik-Hochhaus der Carl Zeiss AG (sogenannter Bau 15) (1916)
- Mainz
Umbau der St.-Johannis-Kirche (1906; in Zusammenarbeit mit dem Bildhauer Ludwig Habich)
Konzept für die Süderweiterung von Mainz (1908)[9]
- Neckarsteinach
Katholische Pfarrkirche (1908)[10]
- Offenbach am Main
  - evangelische Friedenskirche (1911–1912)
  - evangelische Lutherkirche (1914)[11]
- Pfaffen-Schwabenheim
evangelische Gustav-Adolf-Kirche (1908)
- Wiesbaden
evangelische Lutherkirche (1910)
- Worms
evangelische Lutherkirche (1912)

### Nicht ausgeführte Entwürfe
- Darmstadt
Wettbewerbsentwurf für ein Hallenbad (1905)
- Frankfurt am Main
Wettbewerbsentwurf für die Westend-Synagoge (1906), ausgezeichnet mit dem 3. Preis[12]
- Oberhausen
Wettbewerbsentwurf für das Rathaus (1913; Zur Ausführung kam lediglich das dem Rathaus gegenüber liegende Sparkassengebäude, welches Teil des Pützerschen Gesamtkonzeptes war. Dieses Konzept wurde dann um 1927 für einen neuen Rathaus-Entwurf des Stadtbauamtes übernommen.)

### Reden
- Rede auf einer Trauerfeier für die im Ersten Weltkrieg gefallenen Studenten und Dozenten der Technischen Hochschule Darmstadt in der Pauluskirche am 8. April 1919